# Sinedrij
Sinedrij je grčka riječ koja označava skupštinu ili vijeće, kao privremeno ili stalno tijelo, sa zakonodavnim, upravnim i sudskim ovlastima. Osobito značenje ima kod Židova.

## Značenje riječi
Od grč. synédrion (sunedrion): sjednica, što je kovanica od prefiksa SIN i osnove hedra: sijelo. 
"'Sanhedrin'" je hebrejska izvedenica grčke riječi. Također su se među Židovima koristili izrazi geruzija i prezbiterion (vijeće staraca). Izraz prezbiter označavao je člana Sinedrija ili starješinu sinagoge, pa su ga u sličnom značenju preuzeli i kršćani.

## Sinedrij u antičkoj Grčkoj
Sinedrij je u antičkoj Grčkoj vijeće ravnopravnih članova zaduženo za javne poslove. Tako su se npr. nazivala amfiktionijska vijeća i skupštine, savezno vijeće i skuština Helena u Plateji o svetkovini Eleuterije i skupština u Korintu (377. pr. Kr.), gdje je zaključeno da se povede rat protiv Perzije. U gradovima se ime "sinedrij" koristi za niži sud sedmorice.

## Židovski sinedrij
Kod Židova, sinedrij u Jeruzalemu ima osobitu ulogu: za razliku od Grčke, ujedinjuje svjetovnu i vjersku vlast.

### Jeruzalemski sinedrij do godine70.
U doba grčke vlasti, autonomnom židovskom zajednicom u Judeji upravlja geruzija (savjet staraca), a nešto kasnije veliki sabor (hebrejski: kneset hag'dola), iz kojeg će se razviti sinedrij (sanhedrin). 
Nije sigurno kada je geruzija osnovana i koliki je značaj imala, te kako je bila sastavljena, u razno doba povijesti. Svećenik Ezra sazvao je sredinom 5. stoljeća pr. Kr. (dakle još pod vladavinom Babilona) prvi "Veliki sabor" najstarijih, iz čega postepeno nastaje stalna institucija, koja će u 3. stoljeću pr. Kr. postati poznata pod grčkim imenom "sinedrij", odnosno hebreizirano "sanhedrin". 
Za državne samostalnosti Judeje, pod Hasmonejcima i Antipatridima, od 140. pr. Kr. do godine 6., Sinedrij je organ najviše državne vlasti, tj. državni savjet i glavno sudište.
Kada je Judejom, uz podršku Rima, zavladao kralj Herod I Veliki (37. – 4. pr. Kr.), dao je pobiti ili protjerati sve članove sinedrija, osim dvojice. Zamjenjuje ga Kraljevskim vijećem, u koji imenuje svoje rođake i poslušnike. 
Dvojica pošteđenih, Šamaja i Abtaljon, ipak su odbili položiti zakletvu poslušnosti novome kralju. Okupljaju oko sebe kolegij učenjaka (pismoznanaca, uglavnom pripadnika stranke farizeja. Oni sebe smatraju jedinim legitimnim sinedrijem. Razvijaju snažnu aktivnost među narodom i zadobivaju ugled i utjecaj. 
Oni proučavaju i tumače ne samo Toru, nego i usmeni Nauk. Zalaze među narod i podučavaju ga, nastojeći istaći i sačuvati suštinu židovske vjere nasuprot snažnom pritisku i privlačnosti dinamične helenske kulture (koji traje već tri stoljeća) i političke moći Rima (od 63. pr. Kr.). 
Nakon smrti Šamaje i Abtaljona, Sinedrij zalazi u krizu, uzrokovanu kako vanjskim pritiskom, tako i unutrašnjim proturječnostima. Krizu razrješava rabin Hilel koji ubrzo preuzima vodstvo Sinedrija, s titulom "nasi" (knez), kao i vodstvo stranke farizeja. On provodi radikalnu reformu židovstva i postavlja nove temelje židovskoj religiji, na kojima će graditi njegovi nasljednici u sljedeća dva stoljeća (Talmud, rabinat, sinagoga) i koji predstavljaju osnovu židovstva sve do danas.
Nakon Herodove smrti, "alternativni" Sinedrij ponovo dobiva službeni položaj, priznat od rimskih vlasti.
Mjesna sudišta izvan Jeruzalema, po zajednicama u Palestini i dijaspori, također su se zvala sinedriji. Ona su prosuđivala mjesne slučajeve u svjetlu propisa što ih je izdalo Veliko vijeće (Sinedrij) u Jeruzalemu. 
Za vrijeme rimskog prokuratora (6-70. n.e.) Sinedrij je vrhovno tijelo židovske samouprave. U to doba čini ga 70 svećenika i laika, ne računajući velikog svećenika koji mu je službeno predsjedavao. Članovi sinedrija dijelili su se na tri grupe: poglavari svećeničkih obitelji, starješine koje su predstavljale laičku aristokraciju, te pismoznanci. 
Pripadnici prve dvije grupe uglavnom su saduceji, a treće uglavnom farizeji.
Sinedrij je za vrijeme prokuratora bio nadležan za sve slučajeve prekršaja Tore, što je značilo i građansko i religijsko područje, jer je židovstvo imalo samo jedan zakon. Vrhovno vijeće Sinedrija imalo je na raspolaganju vlastito redarstvo te je moglo uhititi prekrišitelje i kazniti one kojima je dokazana krivnja. Moglo je donijeti i smrtnu kaznu, ali je tu osudu morao potvrditi rimski prokurator.

### Rabinski sinedrij
Razaranjem Jeruzalema i jeruzalemskog hrama godine 70. dosadašnji sinedrij gubi funkciju i prestaje postojati. Na poziv farizejskog rabina Johanana ben Zakaja, novi se Sinedrij osniva u gradu Jabna, sastavljen uglavnom od rabina iz stranke farizeja. Na čelu novog Sinedrija je nasi (knez), grčki: patrijarh, a čine ga učenjaci i tumači zakona. Rabini su uspjeli, kao i u doba Heroda I, organizirati "alternativnu" vlast i biti prihvaćeni kao legitimna religijska, zakonodavna i sudska vlast od Židova ne samo u Judeji i okolnim pokrajinama, nego i u dijaspori. U tom se obliku Sinedrij održao do 10. st.

### Napoleonov sinedrij
Na inicijativu Napoleona godine 1807. u Parizu održan je sastanak židovskih predstavnika pod imenom "sinedrij", s mabicijom da donese zaključke koji su trebali biti obavezni za sve Židove svijeta.